# Toxina Tx2-6
Tx2-6 é uma toxina encontrada no veneno da aranha Phoneutria nigriventer (Keyserling, 1871) constituída por um polipeptídeo de 48 aminoácidos com um peso molecular de 5291,3 Da.
O peptídeo é formada a partir de um precursor mais longo com um peptídeo sinal e um propeptídeo rico em glutamina.
Entre outros efeitos, a toxina causa priapismo. Testes realizados em ratos indicam que a toxino causa libertação de óxido nítrico e que o seu efeito sobre a erecção é bloqueado pelo L-NAME, um inibidor da sintase do óxido nítrico.  Contudo, o composto restaurou por completo a função eréctil em ratos hipertensos devido à injecção de acetato de deoxicorticosterona.  Um estudo está em curso no Medical College of Georgia procurando possíveis usos deste composto no tratamento da disfunção eréctil.